# Доляни (Великопольське воєводство)
Доляни (пол. Dolany) — село в Польщі, у гміні Льондек Слупецького повіту Великопольського воєводства.
Населення — 422 особи (2011).
У 1975-1998 роках село належало до Конінського воєводства.

## Демографія
Демографічна структура станом на 31 березня 2011 року:
|          | Загалом | Допрацездатний вік | Працездатний вік | Постпрацездатний вік |
| -------- | ------- | ------------------ | ---------------- | -------------------- |
| Чоловіки | 207     | 44                 | 137              | 26                   |
| Жінки    | 215     | 48                 | 115              | 52                   |
| Разом    | 422     | 92                 | 252              | 78                   |